# In Flight (George Benson)
In Flight, registrato e mixato da Al Schmitt, presso la Capitol Record a Hollywood, dall'agosto al novembre del 1976, viene messo sul mercato nel 1977. La musica di questo album ricalca in maniera appropriata le sonorità tipiche del periodo. In questo album viene interpretata magistralmente da Benson la canzone  Nature Boy di Eden Ahbez incisa per la prima volta da   Nat King Cole nel 1947.

## Tracce
1. Nature Boy  - 5:58 -  (Ahbez)
2. The Wind and I  - 5:04 - (Foster)
3. The World Is a Ghetto   - 9:41 -  Allen/Brown/Dickerson/Jordan/Miller/Oskar/Scott)
4. Gonna Love You More  - 4:37 - (Albert)
5. Valdez in the Country  - 4:29 -  (Hathaway)
6. Everything Must Change  - 8:07 - (Ighner)